# Mercedes-Benz W 06
Der Mercedes-Benz W 06 erschien 1927 als Ableitung des Modells K. Es ist ein äußerst leistungsfähiger Sportwagen mit großem Sechszylindermotor und Kompressor. In der Folge erschienen weiterentwickelte Fahrzeuge dieses Typs S mit den Bezeichnungen Typ SS, Typ SSK und Typ SSKL.

## Mercedes-Benz Typ S (W 06, 1927–1928)

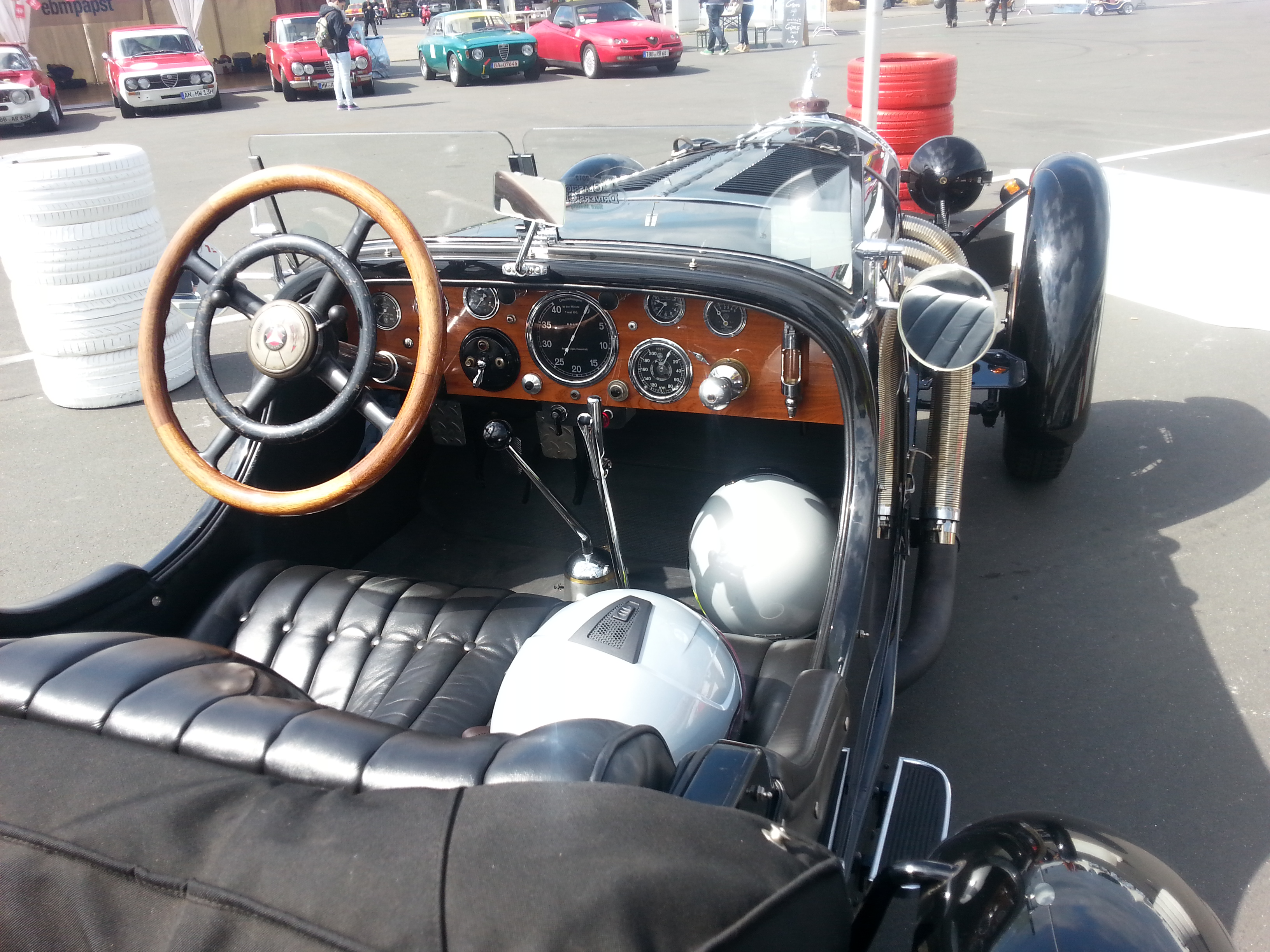
Das Armaturenbrett eines Mercedes-Benz Typ S (Langversion)

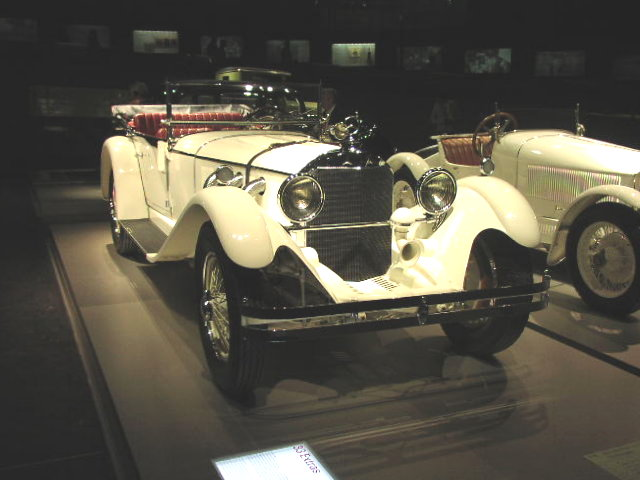
Mercedes-Benz Typ S (1928)

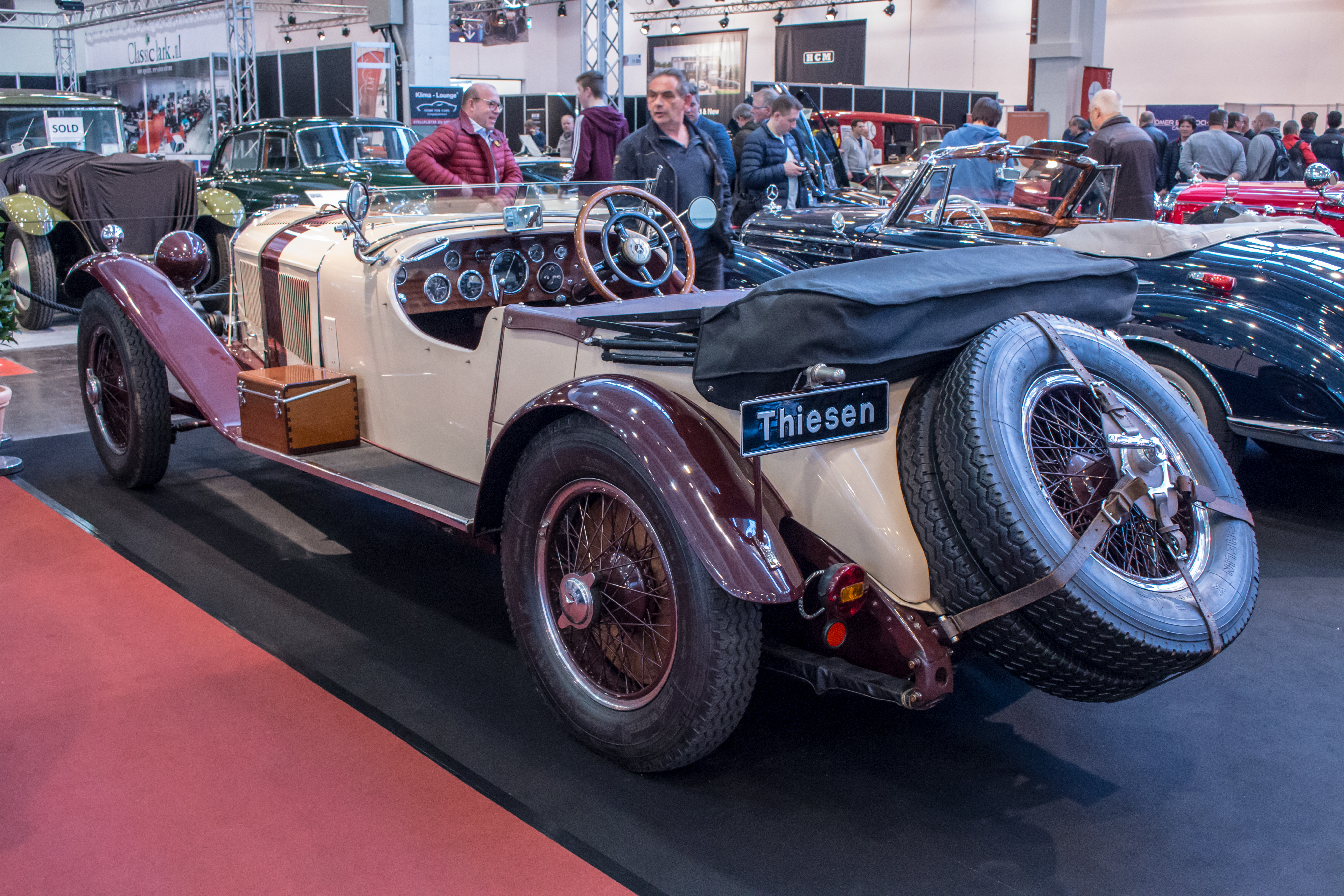
Heckansicht eines Typ S mit Werkskarosserie von 1927

Die zwei- und viersitzigen offenen Fahrzeuge wurden auf dem langen Fahrgestell mit 3400 mm Radstand aufgebaut. Von den anderen Mercedes-Benz-Modellen waren sie – wie das Schwestermodell K – durch drei auf der rechten Seite des Motorraums austretende, nach unten führende Abgasschläuche zu unterscheiden.
Der Sechszylindermotor (Motorbaureihe M 06) hat einen Hubraum von 6789 cm³ und eine Verdichtung von 4,7 : 1. Er entwickelt eine Leistung von 120 PS (88 kW) bei 2800/min. Die obenliegende Nockenwelle des Motors wird durch eine Königswelle angetrieben. Durch Zuschaltung des vorn angebauten Roots-Gebläses kann die Leistung kurzfristig auf 180 PS (132 kW) bei 3000/min gesteigert werden. Daher rührt auch die ebenfalls gängige Modellbezeichnung 26/120/180 PS.
Zwei Steigstrom-Ringschwimmer-Vergaser versorgen den Motor mit Benzin. Jeder Zylinder ist mit zwei Zündkerzen ausgestattet (Doppelzündung), die sowohl mit der Fahrzeugbatterie als auch mit einem Zündmagneten betrieben werden. Die Fahrzeuge haben ein unsynchronisiertes Vierganggetriebe mit Mittelschaltung, das die Motorkraft an die Hinterräder weiterleitet, und erreichen eine Höchstgeschwindigkeit von 170 km/h.
Die Fahrzeuge haben Pressstahlrahmen aus U-Profilen und Starrachsen hinten und vorn, die an halbelliptischen Blattfedern aufgehängt sind. Alle vier Räder haben mit Seilzügen betätigte Trommelbremsen.

## Mercedes-Benz Typ SS (W 06, 1928–1933)

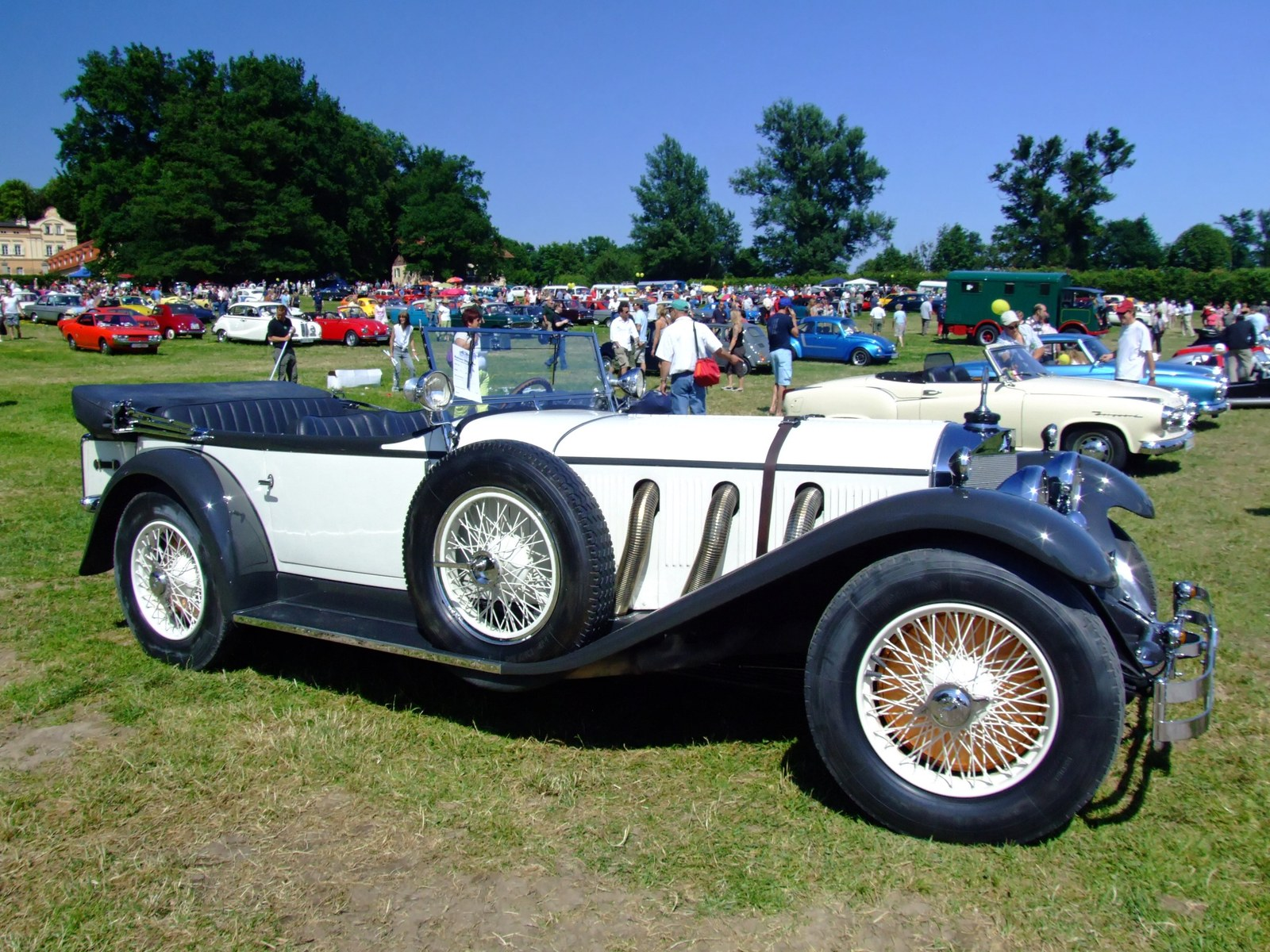
Mercedes-Benz S Tourer (1927)

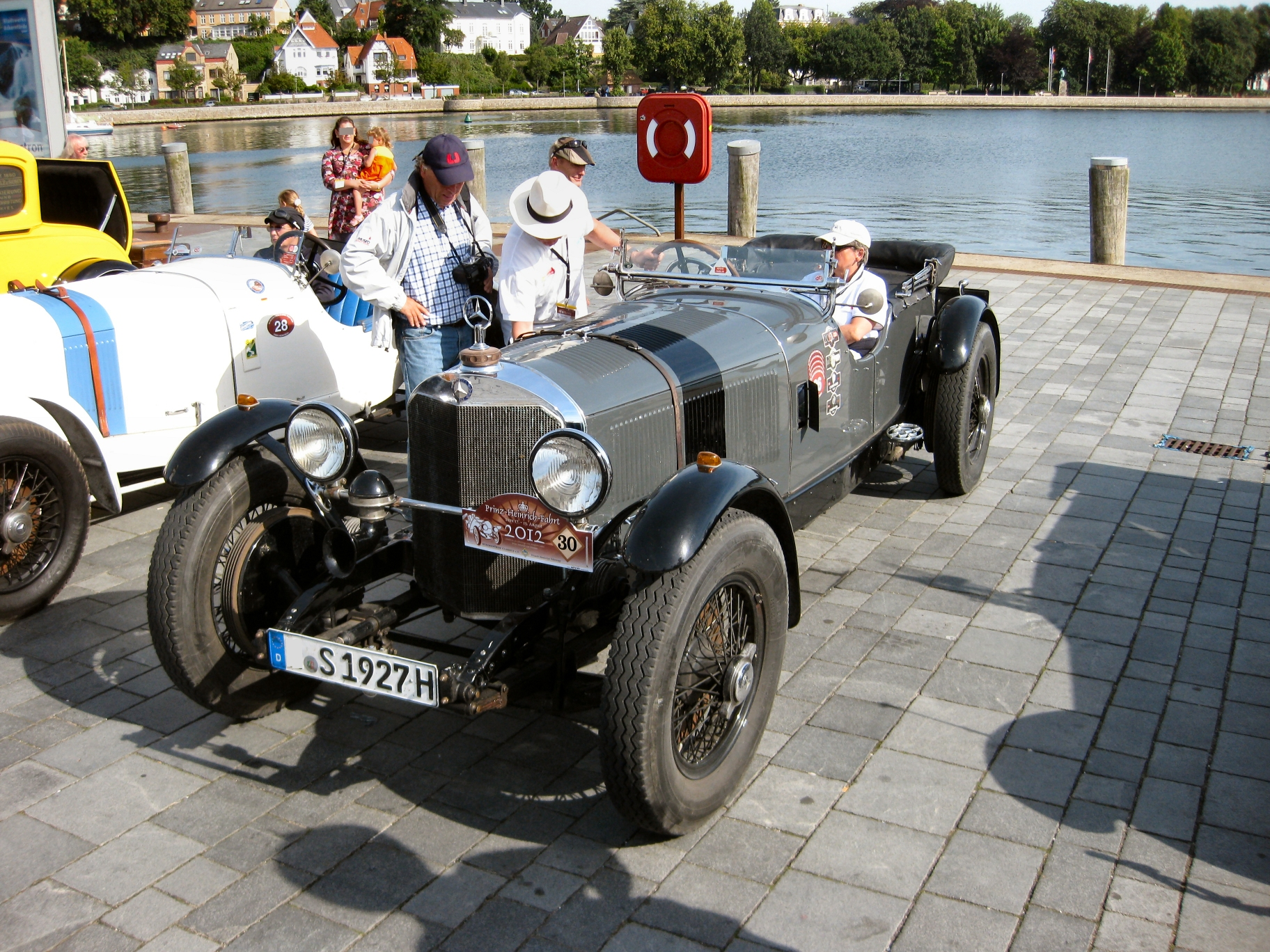
Mercedes-Benz S Rennsport (1927)

In gleicher Ausstattung kam zwei Jahre später der Nachfolger-Typ SS (Supersport) heraus. Neben dem reinen Fahrgestell und dem Sport-Viersitzer waren auch ein Cabriolet A und ein Cabriolet C erhältlich. Es gibt unterschiedliche Motorisierungen:

### Modell 27/140/200 PS (1928–1930)
Die Wagen haben einen Motor mit 7065 cm³ Hubraum, der 140 PS (103 kW) ohne und 200 PS (147 kW) mit Kompressor entwickelt. Die Nenndrehzahl liegt bei 3300/min, die Verdichtung bei 5,2 : 1. Mit diesem Motor erzielen die Wagen eine Höchstgeschwindigkeit von 185 km/h.

### Modell 27/160/200 PS (1930–1933)
Der Nachfolger des vorgenannten Modells unterscheidet sich nur durch die höhere Leistung von 160 PS (118 kW) ohne Kompressor.

### Modell 27/170/225 PS (1928–1933)
Parallel zu den „schwächeren“ Modellen gab es auch eine Ausführung, die bei gleichem Hubraum und gleicher Nenndrehzahl ohne Kompressor eine Leistung von 170 PS (125 kW) lieferte, die bei Einsatz des Roots-Gebläses auf 225 PS (165 kW) anstieg. Diese höhere Leistung lag in der höheren Verdichtung von 6,2 : 1 begründet. Die Höchstgeschwindigkeit stieg auf 190 km/h.

## Mercedes-Benz Typ SSK (1928–1932)

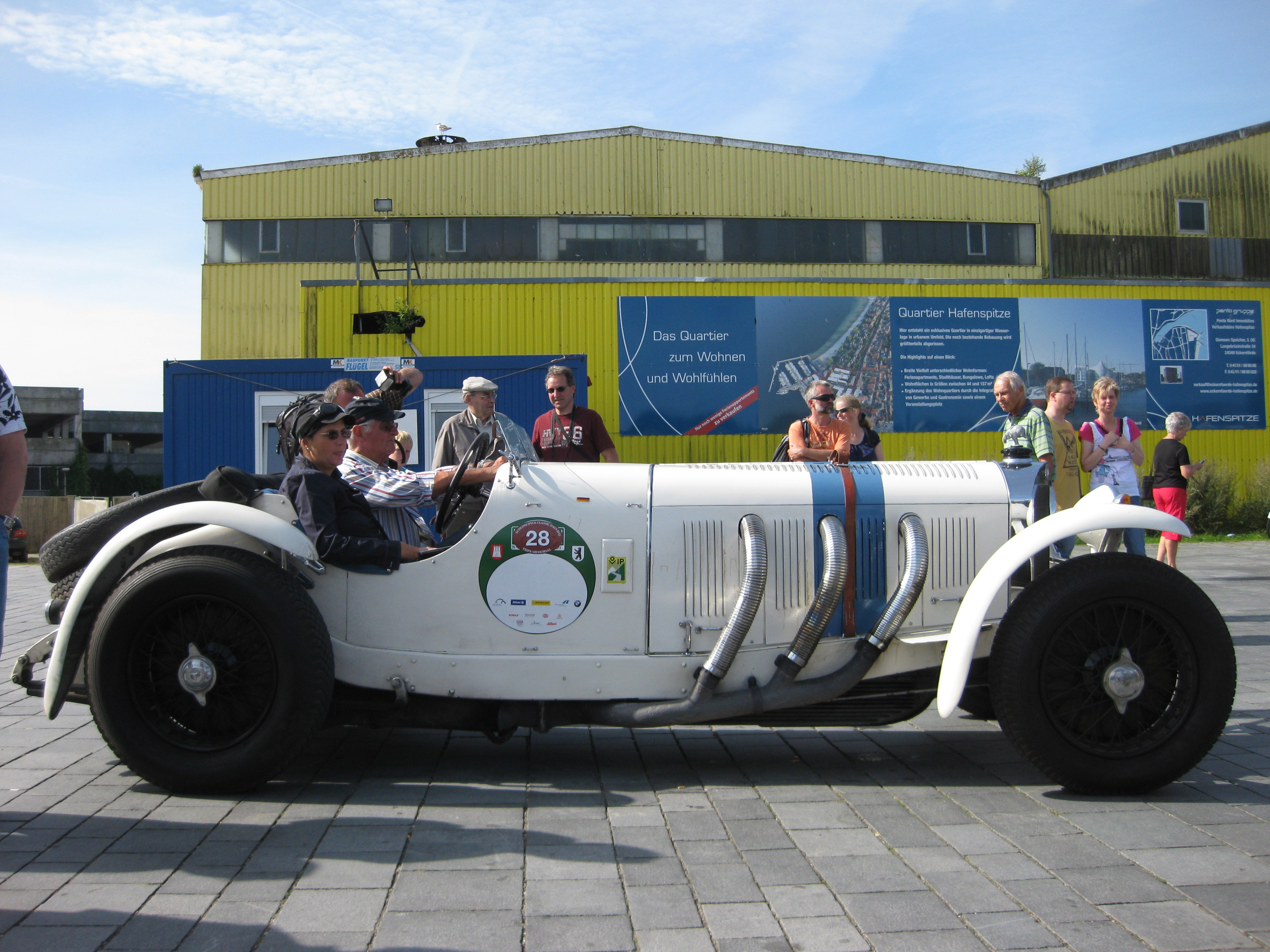
Mercedes-Benz Typ SSK (1929)

Die wohl bekanntesten Wagen dieses Baumusters entstanden auf dem kurzen Fahrgestell mit 2950 mm Radstand. „SSK“ bedeutet „Supersport Kurz“. Die Fahrzeuge wurden entweder als Fahrgestell oder als Sportzweisitzer ausgeliefert. Der italienische Rennfahrer Carlo Felice Trossi fertigte eine Skizze an, wie er sich einen aerodynamisch günstig gestalteten Wagen vorstelle. Ein englischer Karosseriebauer baute ein Fahrzeug nach dieser Zeichnung. Auch für diese Modellreihe gab es unterschiedliche Motorisierungen, die teilweise denen des Typs SS entsprechen:

### Modell 27/140/200 PS (W 06 II, 1928–1929)

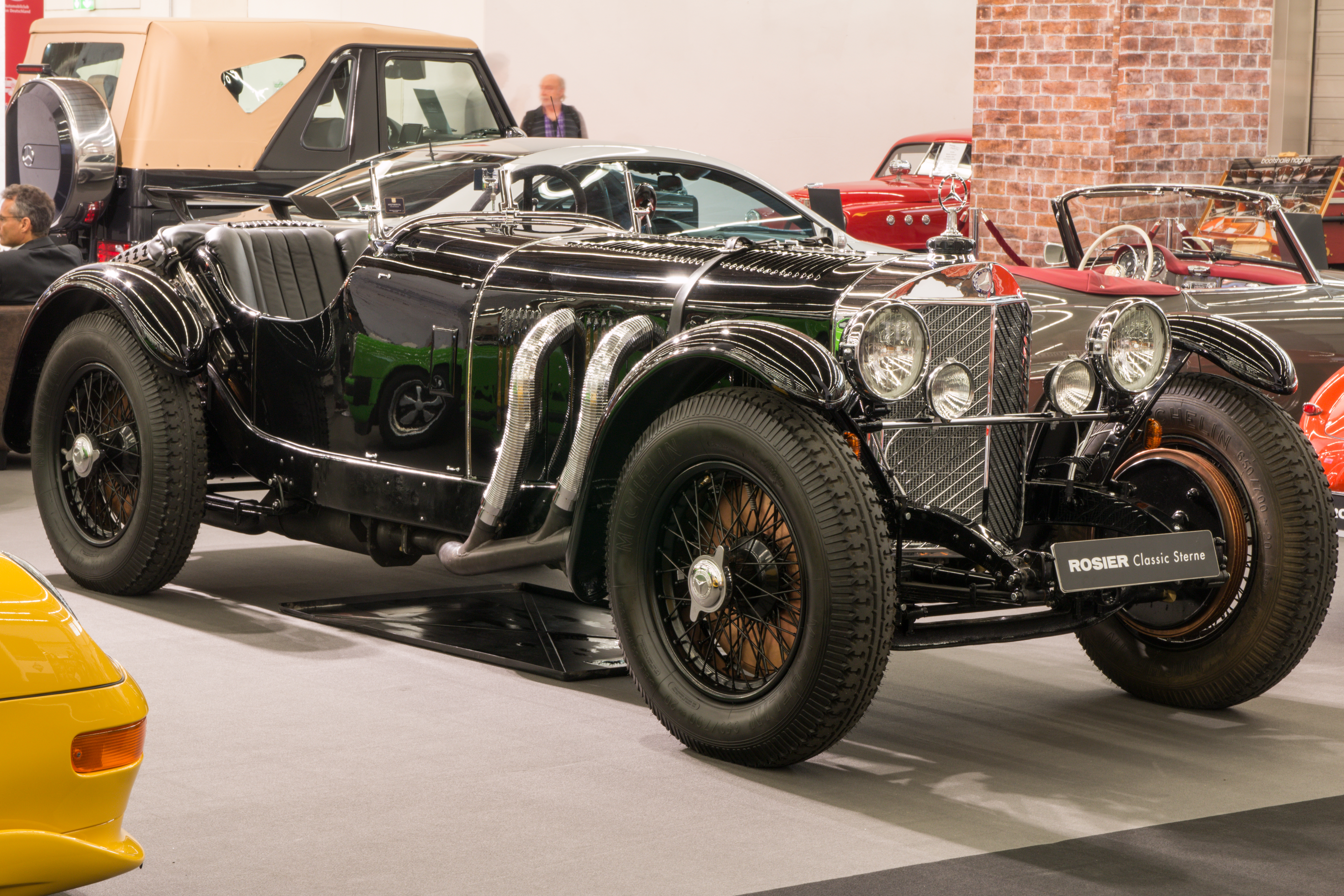
Mercedes-Benz Modell 27/140/200 PS (W 06 II)

Diese Motorisierung entspricht der des Modells mit langem Fahrgestell. Die Höchstgeschwindigkeit liegt bei 180 bis 185 km/h, je nach Hinterachsübersetzung.

### Modell 27/160/200 PS (W 06 II, 1929–1932)
Ein Jahr früher als beim Typ SS wurde auf den Motor mit etwas höherer Leistung im Saugbetrieb umgestellt.

### Modell 27/170/225 PS (W 06 III, 1928–1930)
Für zwei Jahre war auch der höher verdichtete und leistungsstärkere Motor im kurzen Fahrgestell erhältlich. Er ermöglichte eine Höchstgeschwindigkeit von 188 bis 192 km/h, je nach Hinterachsübersetzung.

### Modell 27/180/250 PS (WS 06, 1929–1930)
Zusätzlich zu den Motorisierungen des Typs SS wurde ein noch stärkeres Modell mit 180 PS (132 kW) im Saugbetrieb und 250 PS (184 kW) mit Kompressor angeboten. Die Fahrleistungen liegen auf dem Niveau der vorgenannten Ausführung.

## Mercedes-Benz Typ SSKL (WS 06 RS, 1931)

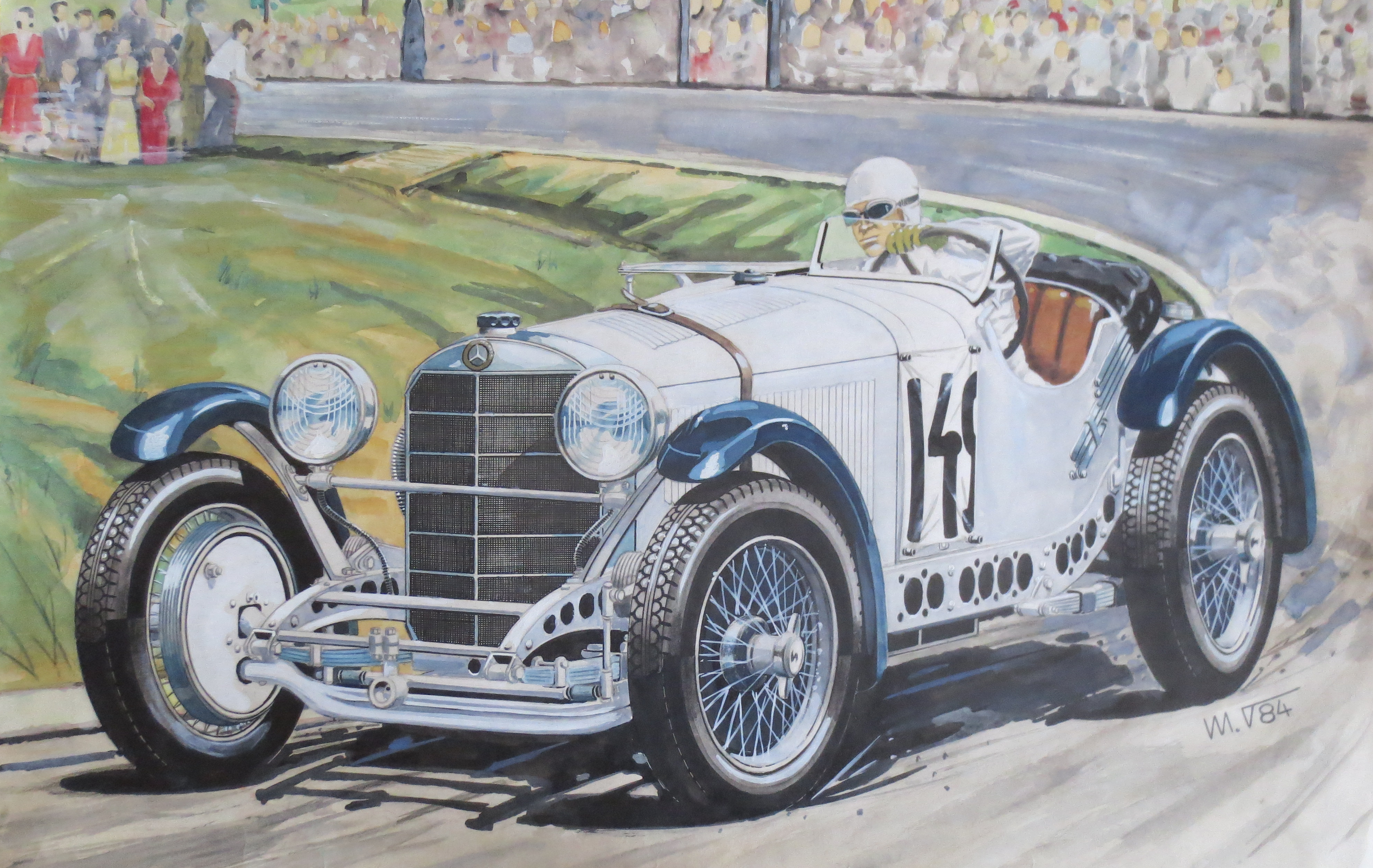
Rudolf Caracciola auf Mercedes-Benz SSKL beim Bergrennen Zbraslav-Jíloviště 1931

Vom Typ SSK abgeleitet war ein Rennsportzweisitzer, der vermutlich durch Umbau aus bestehenden Wagen des Baumusters WS 06 entstanden ist. Die Bezeichnung „27/240/300 PS“ weist auf die Leistung im Saugbetrieb (240 PS/176,5 kW) bzw. im Kompressorbetrieb (300 PS/221 kW) hin. Diese Leistungen werden bei einer Nenndrehzahl von 3400/min und einer Verdichtung von 7 : 1 erreicht. Die Leistung im Saugbetrieb ist nur theoretisch, da bei diesen Wagen das Roots-Gebläse ständig zugeschaltet ist.
Die SSKL-Wagen waren 125 kg leichter als die Typen SSK („SSKL“ bedeutet „Supersport Kurz Leicht“). Die Höchstgeschwindigkeit dieses Rennwagens liegt bei 235 km/h. Der SSKL kostete 40.000 RM; das war ungefähr das Neunfache der viertürigen Limousine Mercedes-Benz 170 von 1931.

## Technische Daten
| Modell                                | S 26/120/180 PS | SS 27/140/200 PS | SS 27/160/200 PS | SS 27/170/225 PS | SSK 27/140/200 PS | SSK 27/160/200 PS | SSK 27/170/225 PS | SSK 27/180/250 PS | SSKL 27/240/300 PS |
| ------------------------------------- | --- | --- | --- | --- | --- | --- | --- | --- | --- |
| Konstruktionsbezeichnung              | W 06 | W 06 | W 06 | W 06 | W 06 II | W 06 II | W 06 III | WS 06 | W 06 RS |
| Bauzeitraum                           | 1927–1928 | 1928–1929 | 1930–1933 | 1928–1933 | 1928 | 1929–1932 | 1928–1930 | 1929–1930 | 1931 |
| Motor                                 | | | | | | | | | |
| Funktionsprinzip                      | Viertakt-Otto | Viertakt-Otto | Viertakt-Otto | Viertakt-Otto | Viertakt-Otto | Viertakt-Otto | Viertakt-Otto | Viertakt-Otto | Viertakt-Otto |
| Anordnung im Fahrzeug                 | vorn, längs; stehend | vorn, längs; stehend | vorn, längs; stehend | vorn, längs; stehend | vorn, längs; stehend | vorn, längs; stehend | vorn, längs; stehend | vorn, längs; stehend | vorn, längs; stehend |
| Motorbaureihe                         | M 06 | M 06 | M 06 | M 06 | M 06 | M 06 | M 06 | M 06 | M 06 RS |
| Motorbauart                           | Reihensechszylinder mit Wasserkühlung und Rootsgebläse, OHC-Ventilsteuerung, je Zylinder ein Einlass-, ein Auslassventil, Antrieb der Nockenwelle über Königswelle, zwei Mercedes-Benz Steigstrom-Ringschwimmer-Vergaser | Reihensechszylinder mit Wasserkühlung und Rootsgebläse, OHC-Ventilsteuerung, je Zylinder ein Einlass-, ein Auslassventil, Antrieb der Nockenwelle über Königswelle, zwei Mercedes-Benz Steigstrom-Ringschwimmer-Vergaser | Reihensechszylinder mit Wasserkühlung und Rootsgebläse, OHC-Ventilsteuerung, je Zylinder ein Einlass-, ein Auslassventil, Antrieb der Nockenwelle über Königswelle, zwei Mercedes-Benz Steigstrom-Ringschwimmer-Vergaser | Reihensechszylinder mit Wasserkühlung und Rootsgebläse, OHC-Ventilsteuerung, je Zylinder ein Einlass-, ein Auslassventil, Antrieb der Nockenwelle über Königswelle, zwei Mercedes-Benz Steigstrom-Ringschwimmer-Vergaser | Reihensechszylinder mit Wasserkühlung und Rootsgebläse, OHC-Ventilsteuerung, je Zylinder ein Einlass-, ein Auslassventil, Antrieb der Nockenwelle über Königswelle, zwei Mercedes-Benz Steigstrom-Ringschwimmer-Vergaser | Reihensechszylinder mit Wasserkühlung und Rootsgebläse, OHC-Ventilsteuerung, je Zylinder ein Einlass-, ein Auslassventil, Antrieb der Nockenwelle über Königswelle, zwei Mercedes-Benz Steigstrom-Ringschwimmer-Vergaser | Reihensechszylinder mit Wasserkühlung und Rootsgebläse, OHC-Ventilsteuerung, je Zylinder ein Einlass-, ein Auslassventil, Antrieb der Nockenwelle über Königswelle, zwei Mercedes-Benz Steigstrom-Ringschwimmer-Vergaser | Reihensechszylinder mit Wasserkühlung und Rootsgebläse, OHC-Ventilsteuerung, je Zylinder ein Einlass-, ein Auslassventil, Antrieb der Nockenwelle über Königswelle, zwei Mercedes-Benz Steigstrom-Ringschwimmer-Vergaser | Reihensechszylinder mit Wasserkühlung und Rootsgebläse, OHC-Ventilsteuerung, je Zylinder ein Einlass-, ein Auslassventil, Antrieb der Nockenwelle über Königswelle, zwei Mercedes-Benz Steigstrom-Ringschwimmer-Vergaser |
| Bohrung × Hub                         | 98 mm × 150 mm | 100 mm × 150 mm | 100 mm × 150 mm | 100 mm × 150 mm | 100 mm × 150 mm | 100 mm × 150 mm | 100 mm × 150 mm | 100 mm × 150 mm | 100 mm × 150 mm |
| Hubraum                               | 6789 cm³ | 7069 cm³ | 7069 cm³ | 7069 cm³ | 7069 cm³ | 7069 cm³ | 7069 cm³ | 7069 cm³ | 7069 cm³ |
| Verdichtungsverhältnis                | 4,7:1 | 5,2:1 | 5,2:1 | 6,2:1 | 5,2:1 | 5,2:1 | 6,2:1 | 6,2:1 | 7,0:1 |
| Nennleistung Saugbetrieb              | 120 PS (88 kW) bei 3000 min−1 | 140 PS (103 kW) bei 3300 min−1 | 160 PS (118 kW) bei 3300 min−1 | 170 PS (125 kW) bei 3300 min−1 | 140 PS (103 kW) bei 3300 min−1 | 160 PS (118 kW) bei 3300 min−1 | 170 PS (125 kW) bei 3300 min−1 | 180 PS (132 kW) bei 3300 min−1 | 240 PS (177 kW) bei 3400 min−1 |
| Nennleistung mit Rootsgebläse         | 180 PS (132 kW) bei 3000 min−1 | 200 PS (147 kW) bei 3300 min−1 | 200 PS (147 kW) bei 3300 min−1 | 225 PS (165 kW) bei 3300 min−1 | 200 PS (147 kW) bei 3300 min−1 | 200 PS (147 kW) bei 3300 min−1 | 225 PS (165 kW) bei 3300 min−1 | 250 PS (184 kW) bei 3300 min−1 | 300 PS (221 kW) bei 3400 min−1 |
| Maximales Drehmoment mit Rootsgebläse | 44 kp·m (431,5 Nm) bei 1850 min−1 | 45,9 kp·m (450 Nm) bei 1920 min−1 | 45,9 kp·m (450 Nm) bei 1920 min−1 | 46,2 kp·m (453 Nm) bei 1900 min−1 | 45,9 kp·m (450 Nm) bei 1920 min−1 | 45,9 kp·m (450 Nm) bei 1920 min−1 | 46,7 kp·m (458 Nm) bei 1900 min−1 | 57,3 kp·m (562 Nm) bei 1900 min−1 | 70,2 kp·m (688,5 Nm) bei 2000 min−1 |
| Kraftstofftank                        | 120 l, im Heck | 120 l, im Heck | 120 l, im Heck | 120 l, im Heck | 120 l, im Heck | 120 l, im Heck | 120 l, im Heck | 120 l, im Heck | 120 l, im Heck |
| Getriebe und Fahrleistungen           | | | | | | | | | |
| Getriebe                              | 4-Gang-Schaltgetriebe | 4-Gang-Schaltgetriebe | 4-Gang-Schaltgetriebe | 4-Gang-Schaltgetriebe | 4-Gang-Schaltgetriebe | 4-Gang-Schaltgetriebe | 4-Gang-Schaltgetriebe | 4-Gang-Schaltgetriebe | 4-Gang-Schaltgetriebe |
| Getriebe-Übersetzung                  | I. 3,15; II. 1,81; III. 1,21; IV. 1,0 | I. 2,75; II. 1,55; III. 1,12; IV. 1,0 | I. 2,75; II. 1,55; III. 1,12; IV. 1,0 | I. 2,75; II. 1,55; III. 1,12; IV. 1,0 | I. 2,75; II. 1,55; III. 1,12; IV. 1,0 | I. 2,75; II. 1,55; III. 1,12; IV. 1,0 | I. 2,75; II. 1,55; III. 1,12; IV. 1,0 | I. 2,75; II. 1,55; III. 1,12; IV. 1,0 | unterschiedlich |
| Achsantriebsübersetzung               | 2,76; 2,50 oder 3,09 | 2,76; 2,50 oder 3,09 | 2,76; 2,50 oder 3,09 | 2,48 oder 2,55 | 2,76; 2,50 oder 3,09 | 2,76; 2,50 oder 3,09 | 2,76; 2,50 oder 3,09 | 2,76; 2,50 oder 3,09 | verschieden |
| Höchstgeschwindigkeit                 | 170 km/h (Hinterachse 2,76) | 185 km/h (Hinterachse 2,76) | 185 km/h (Hinterachse 2,76) | 190 km/h (Hinterachse 2,48) | 180 km/h (Hinterachse 2,76) bzw. 185 km/h (Hinterachse 2,50) | 180 km/h (Hinterachse 2,76) bzw. 185 km/h (Hinterachse 2,50) | 180 km/h (Hinterachse 2,76) bzw. 185 km/h (Hinterachse 2,50) | 180 km/h (Hinterachse 2,76) bzw. 185 km/h (Hinterachse 2,50) | 235 km/h |
| Kraftstoffverbrauch                   | 26 l | 27 l | 27 l | 27 l | 27 l | 27 l | 27 l | 27 l | 27–32 l |
| Allgemeine Daten                      | | | | | | | | | |
| Stückzahl                             | 146 | insgesamt 111 (alle Motorvarianten) | insgesamt 111 (alle Motorvarianten) | insgesamt 111 (alle Motorvarianten) | insgesamt 33 (Typ SSK und SSKL, alle Motorvarianten) | insgesamt 33 (Typ SSK und SSKL, alle Motorvarianten) | insgesamt 33 (Typ SSK und SSKL, alle Motorvarianten) | insgesamt 33 (Typ SSK und SSKL, alle Motorvarianten) | insgesamt 33 (Typ SSK und SSKL, alle Motorvarianten) |
| Preise                                | Fahrgestell: 26.000 RM Sport-Viersitzer: 30.000 RM | Fahrgestell: 31.000 RM Sport-Viersitzer: 35.000 RM Cabriolet A: 42.000 RM Cabriolet C: 44.000 RM | Fahrgestell: 31.000 RM Sport-Viersitzer: 35.000 RM Cabriolet A: 42.000 RM Cabriolet C: 44.000 RM | Fahrgestell: 31.000 RM Sport-Viersitzer: 35.000 RM Cabriolet A: 42.000 RM Cabriolet C: 44.000 RM | Fahrgestell: 29.000 RM Sport-Zweisitzer: 33.000 RM | Fahrgestell: 29.000 RM Sport-Zweisitzer: 33.000 RM | Fahrgestell: 29.000 RM Sport-Zweisitzer: 33.000 RM | Fahrgestell: 29.000 RM Sport-Zweisitzer: 33.000 RM | Rennsport-Zweisitzer: 40.000 RM |

## Rennsporteinsatz

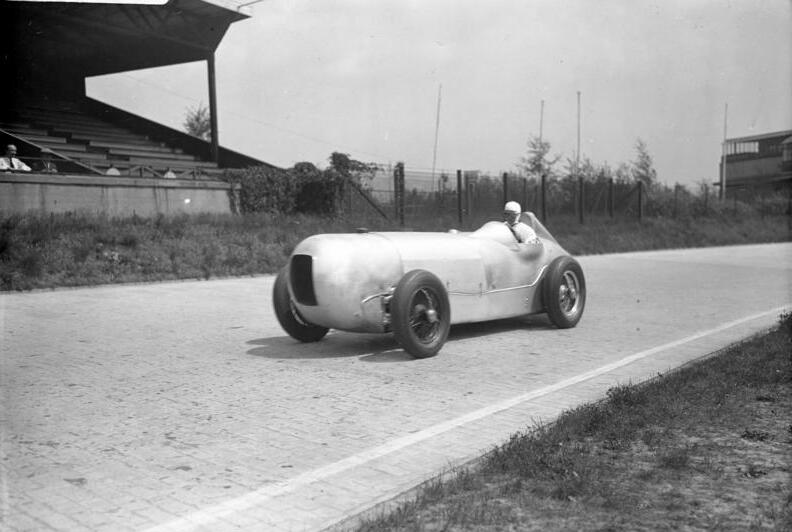
Manfred von Brauchitsch 1932 im Mercedes-Benz SSKL Stromlinienrennwagen auf der Berliner Avus

Von 1927 bis 1933 wurden die Fahrzeuge des Baumusters W 06 in vielen in- und ausländischen Wettbewerben eingesetzt. Einer der bekanntesten Fahrer war Rudolf Caracciola. So begründeten sie den Weltruhm der Daimler-Benz AG als Hersteller schneller Renn- und Sportfahrzeuge.
Mit dem von Reinhard von Koenig-Fachsenfeld aerodynamisch gestalteten SSKL, einem für die damalige Zeit ungewöhnlichen und in einer damaligen Rundfunkreportage als „silberner Pfeil“ bezeichneten Fahrzeug, gewann Manfred von Brauchitsch beim Internationalen Avus-Rennen in Berlin am 22. Mai 1932 vor Rudolf Caracciola auf Alfa Romeo.

## Produktionszahlen
Insgesamt wurden vom Baumuster W 06 nur knapp 300 Fahrzeuge hergestellt. Dabei wurden später etliche Typen S zum Typ SS und etliche Typen SS zum Typ SSK werksmäßig umgebaut. Der Typ SSKL entstand, wie oben erwähnt, vermutlich ausschließlich durch späteren Umbau von SSK-Typen. Hier bezeichnet sind nur die ursprünglichen Ausführungen:
- Typ S: 146 Stück
- Typ SS: 111 Stück
- Typ SSK: 33 Stück

Vom Typ SSKL entstanden später nur wenige Exemplare; einer wurde als Werksrennwagen betrieben.

## Nachfolger
1934 wurden diese Sportwagen von dem Typ 500 K abgelöst.

## Bildergalerie

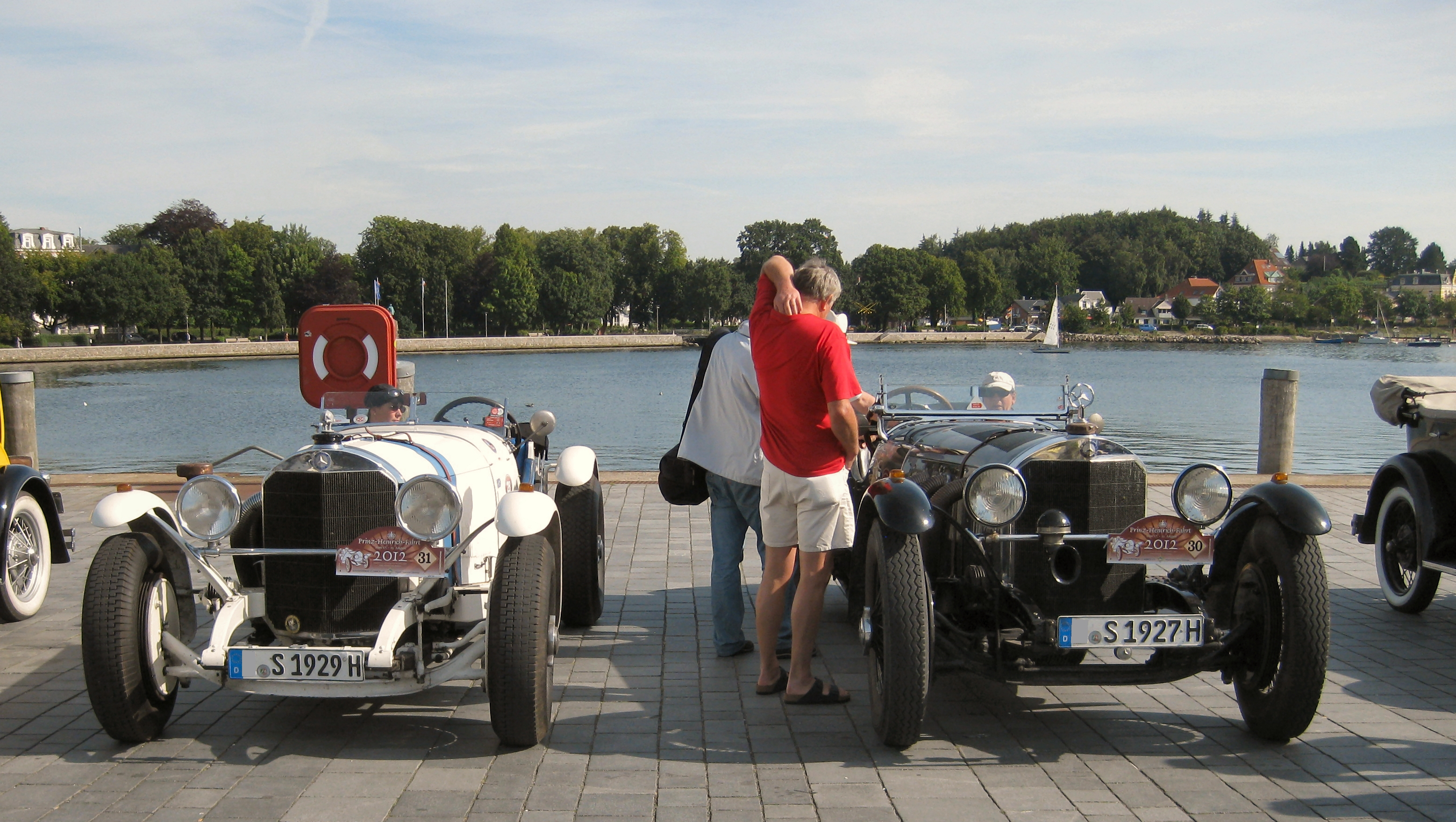
Mercedes-Benz SSK und S Rennsport (1927)
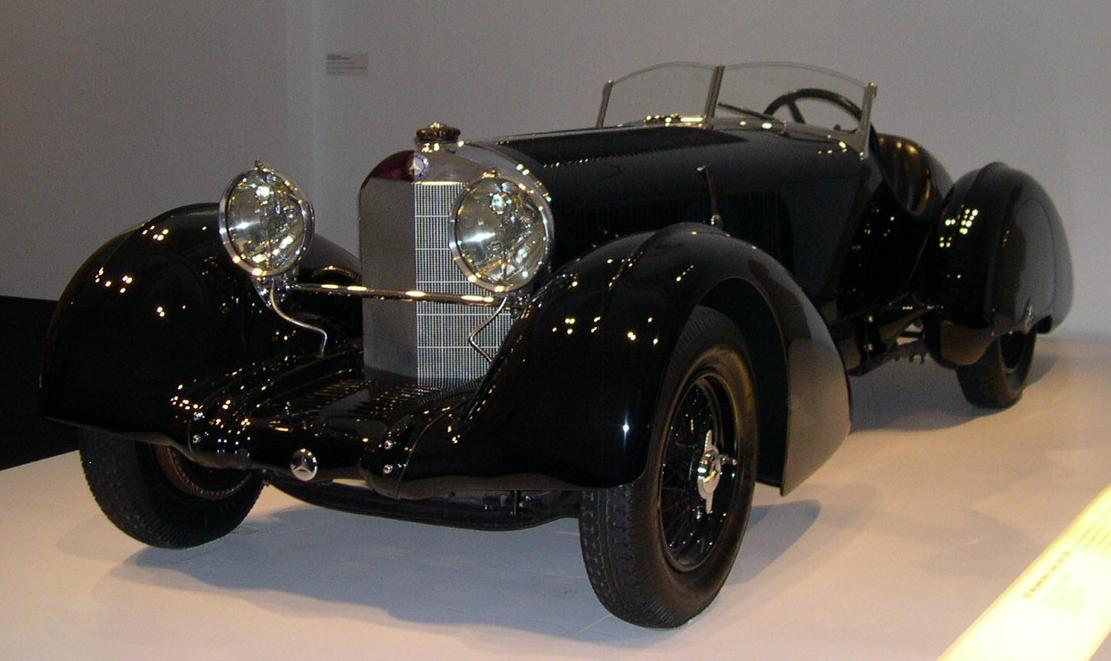
Mercedes-Benz Typ SSK „Trossi“ (1930, karossiert 1934)
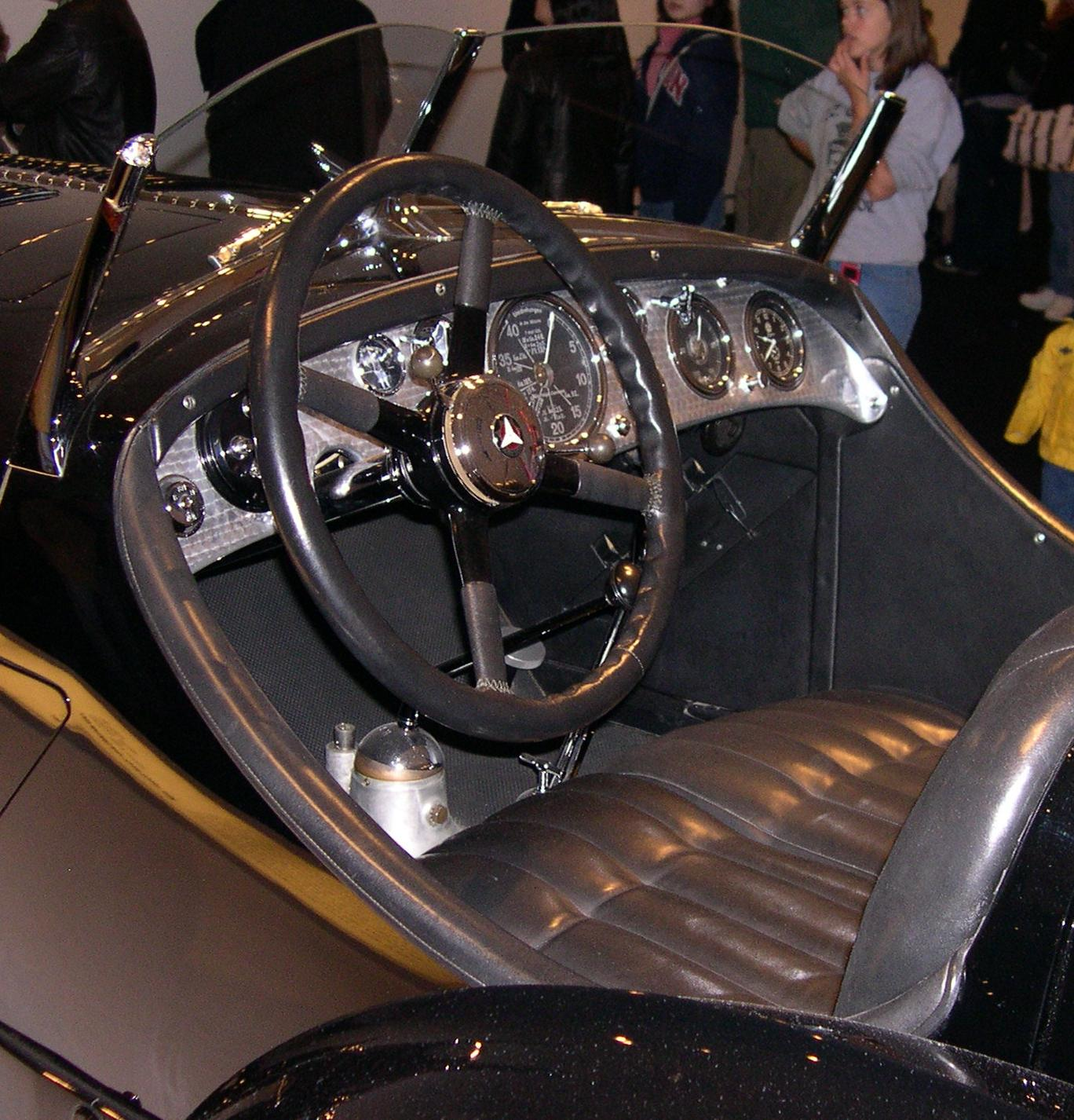
Cockpit des „Trossi“-SSK mit spezieller Anordnung der Armaturen
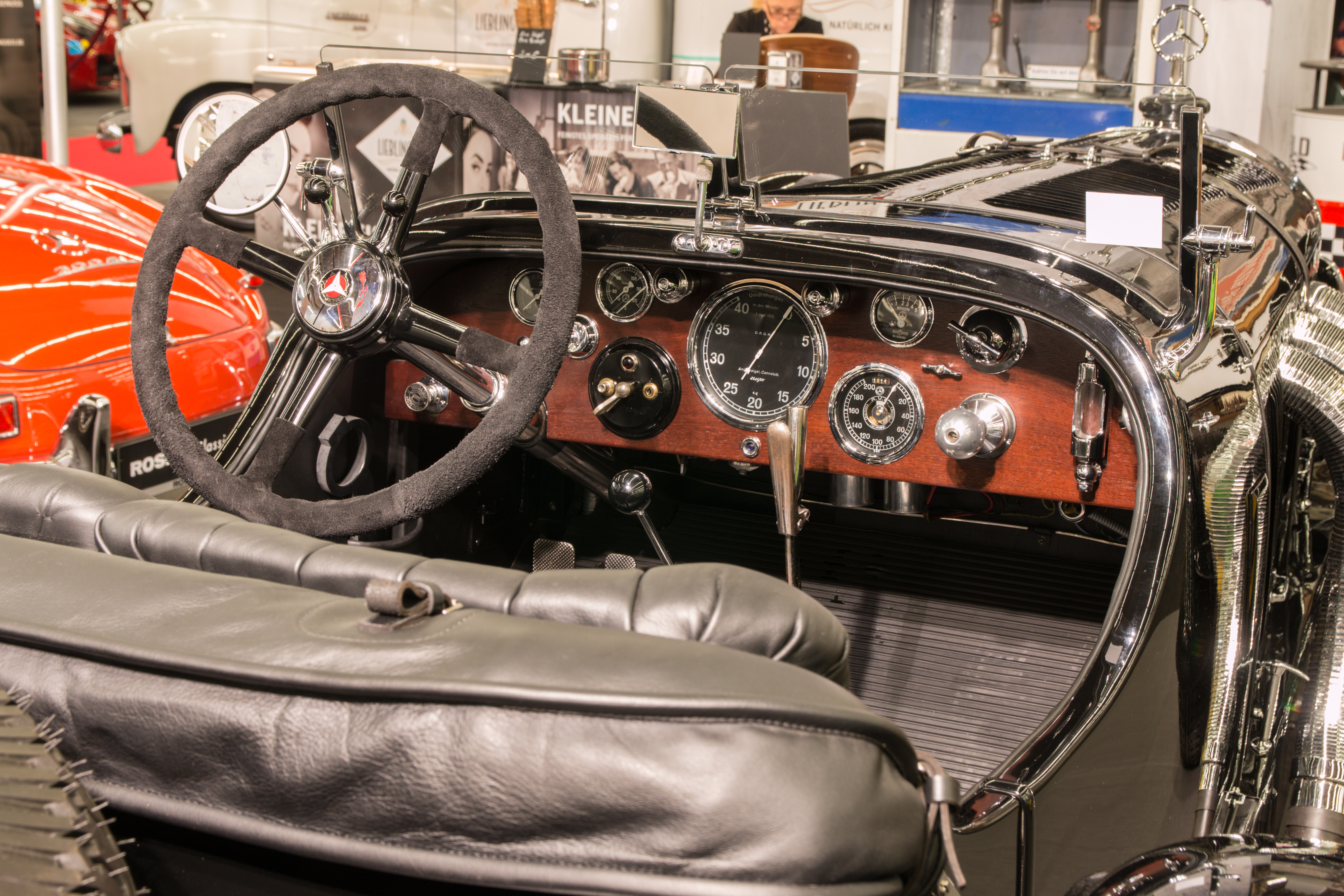
Innenraum des Modells 27/140/200 PS
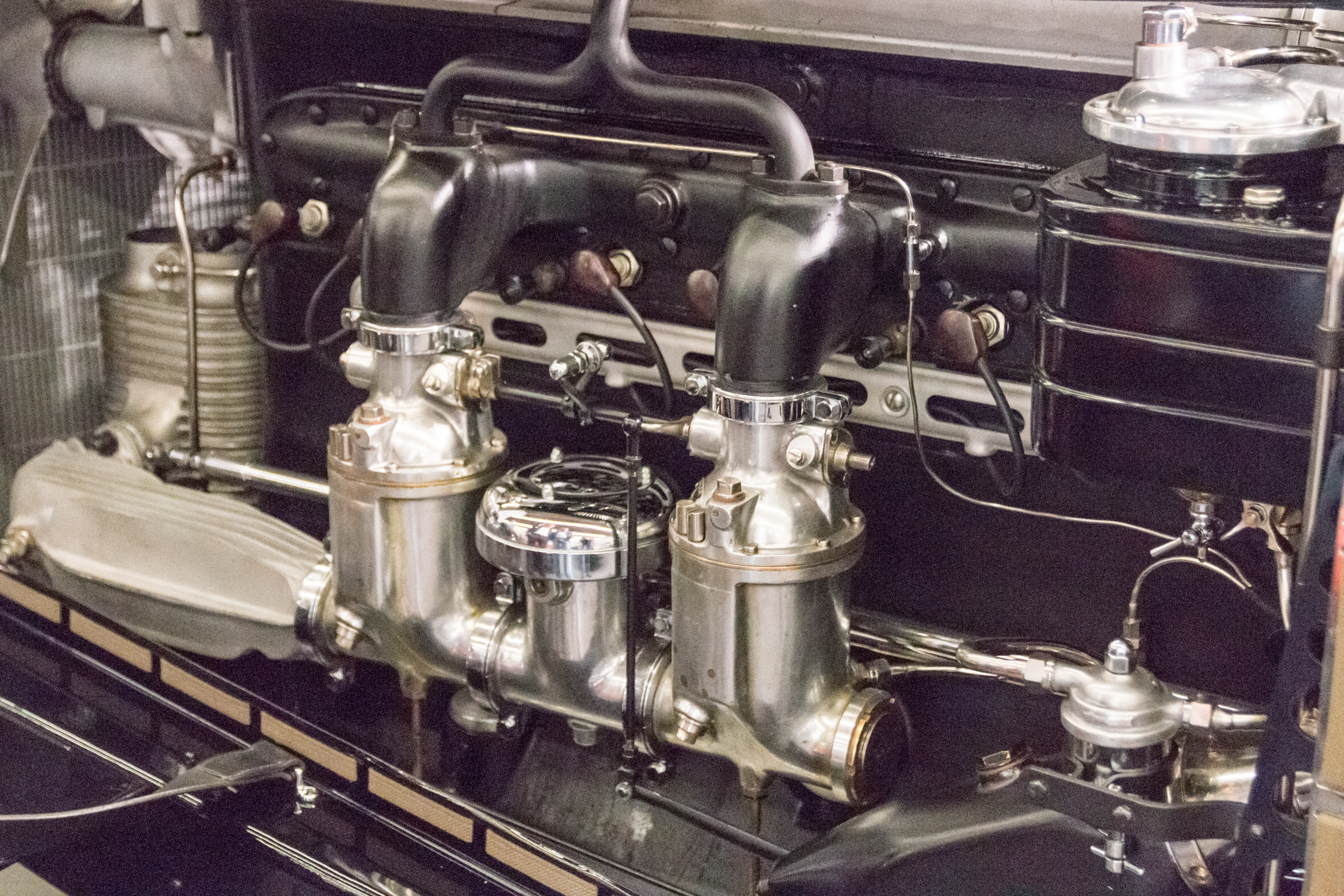
Motor des Modells 27/140/200 PS
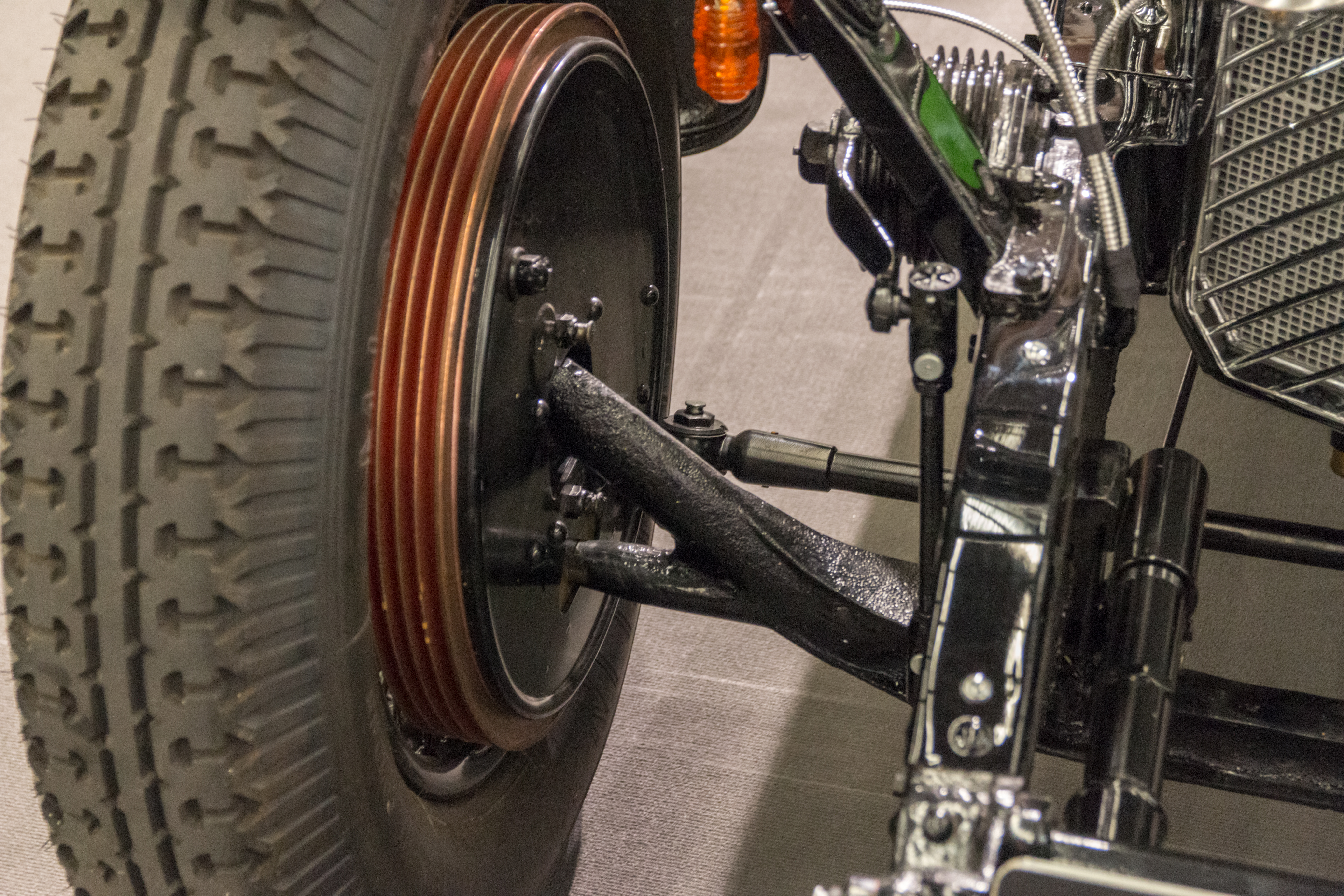
Vordere Trommelbremse des Modells 27/140/200 PS
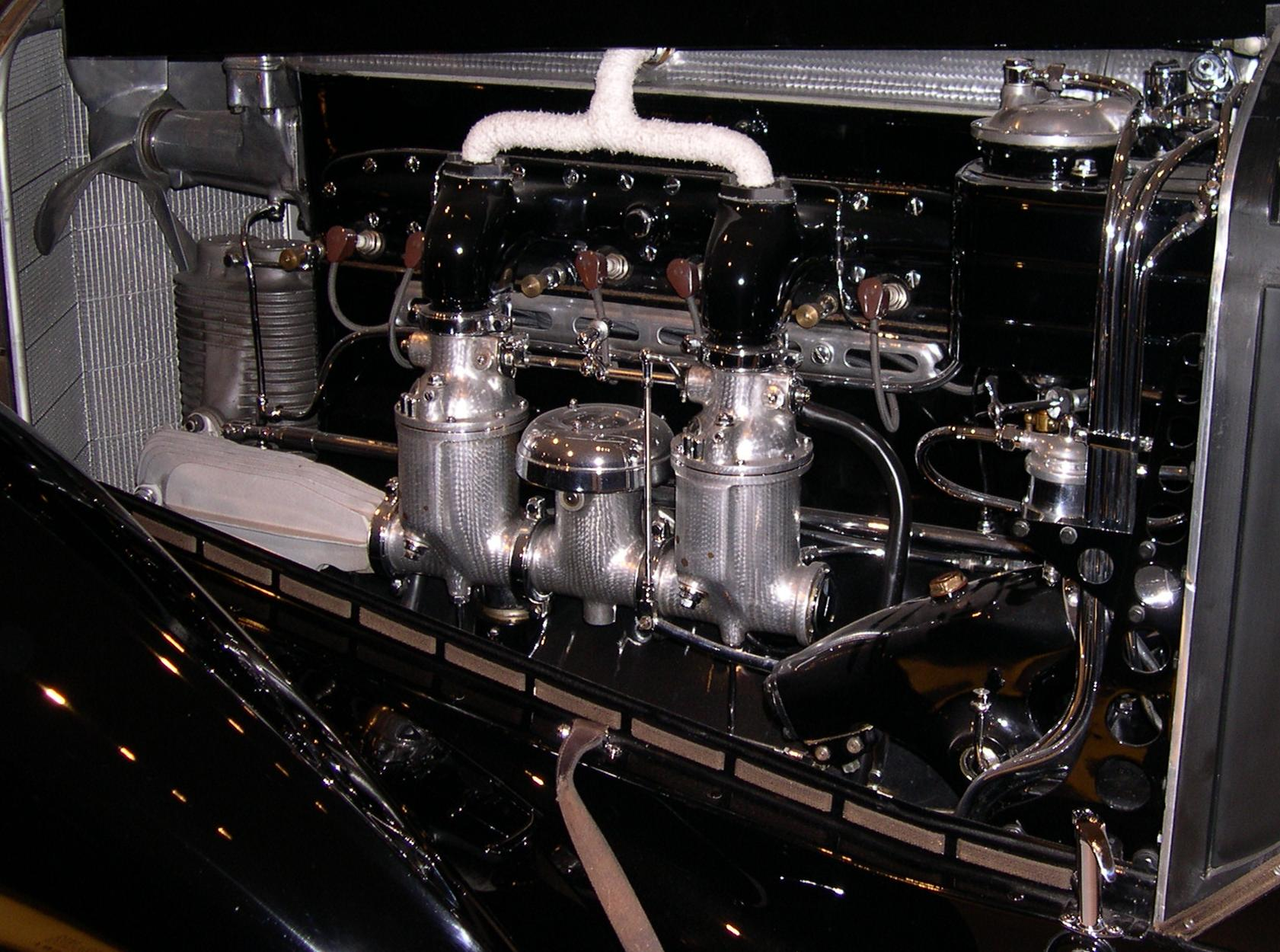
Motor eines Mercedes-Benz Typ SSK
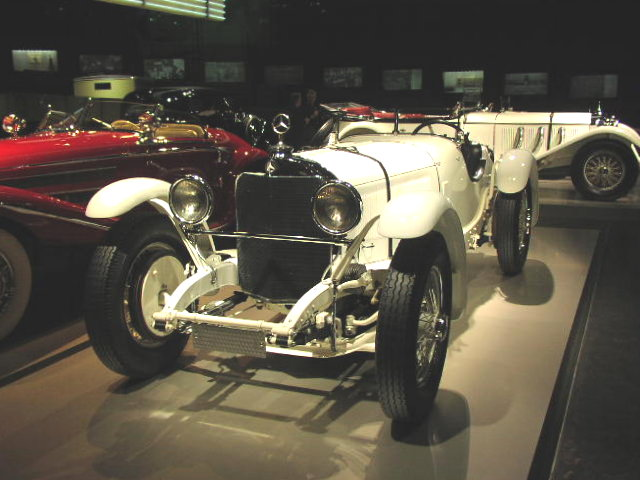
Mercedes-Benz Typ SSK (1928)
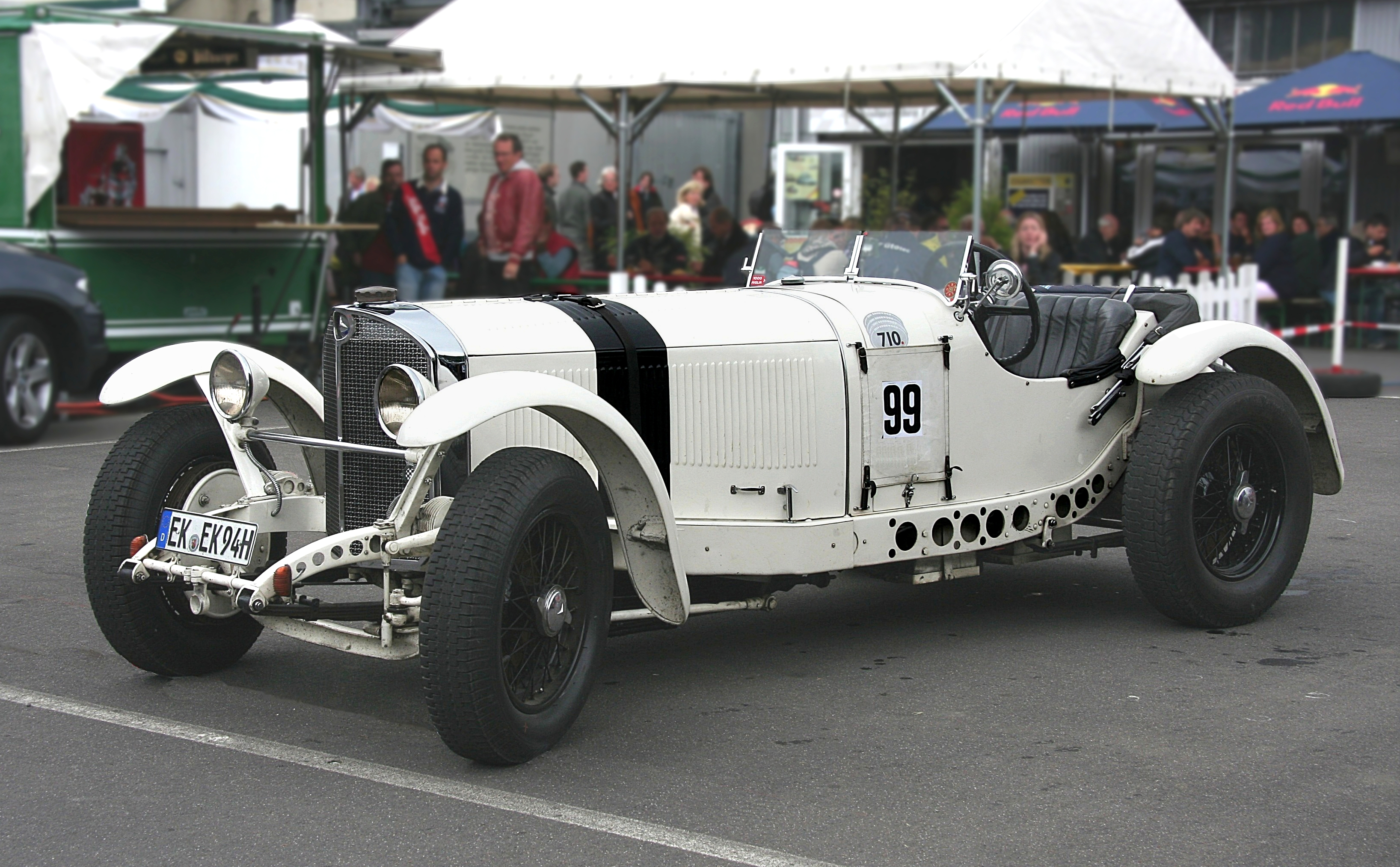
Mercedes-Benz Typ SSKL (1931)
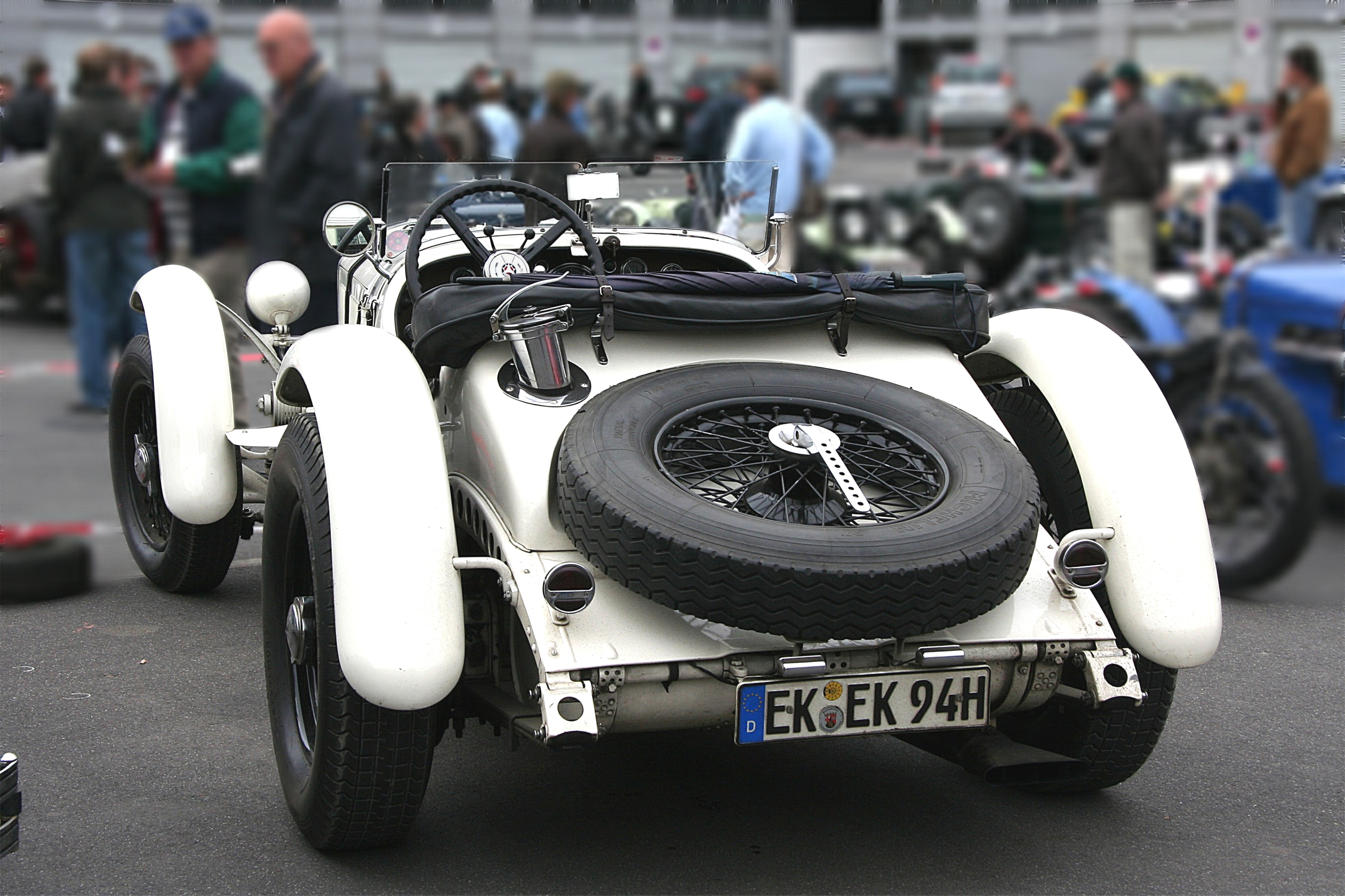
Mercedes-Benz Typ SSKL (1931)